# Psychoda debilis
Psychoda debilis är en tvåvingeart som beskrevs av Quate 1967. Psychoda debilis ingår i släktet Psychoda och familjen fjärilsmyggor. Inga underarter finns listade i Catalogue of Life.